# Caroline Bonaparte
Caroline Maria Annonciade Bonaparte (Ajaccio, 25. ožujka 1782. – Firenca, 18. svibnja 1839.), napuljska kraljica.
Bila je sedmo dijete i treća kćer Leticije Ramolino i Carla Maria Bonapartea, a ujedno je i najmlađa sestra Napoleona Bonapartea I. Godine 1800. postaje supruga francuskog maršala Joakima Murata, koji
je 1809. okrunjen za napuljskog kralja. S njim je imala četvero djece. Nakon suprugova smaknuća 1815., Caroline je živjela u Trstu pod imenom grofica od Lipone. Udala se za Francesca Macdonalda, ministra Napuljskog kraljevstva za rat s kojim nije imala djece. Caroline je umrla i bila pokopana u Firenci.